# Krautwasch
Der Krautwasch ist ein 2360 m ü. A. hoher Berg in der Obersteiermark. Er liegt unweit östlich des Sölkpasses.

## Routen
Die einfachste Anstiegsvariante bietet sich von der Haseneckscharte über den Südwestgrat in etwa 30 min (I, mit einer Stelle II).
Oft begangen wird auch die Gratüberschreitung zum Melleck (I, mit Stellen II).
Über den Nordgrat ist der Gipfel der Schafdachspitze in etwa einer Stunde zu erreichen (II).